# Puntada baixa
La puntada baixa, coneguda sobre la denominació anglesa: low kick, és una tècnica de cama utilitzada en certs boxes pieds-poings (boxa birmana, kick boxing i muai thai) i certes arts marcials que consta de dur un colp de tèbia o una puntada en la part inferior de l'adversari (cuixa o cama). Segons la regulació esportiva, la puntada baixa es pot fer en la part exterior o interior de la part baixa d'adversari.
En combat de contacte ple (també anomenat KO system), es permet de fragilitzar l'estabilitat d'un adversari, per a guanyar l'avantatge en un moment donat.
En matèria de copejar en les cames, diferents puntadas co-existeixen: circular (roundhouse kick), semicircular (semi-circular kick), "balancadas": puntada amb cama recta (stick kick), puntada crecienda (crescent kick), puntada descendent (axe kick)…, directes de tipus penetrant: puntada frontal (front kick) o puntada lateral (side kick), puntada de ganxo (hook kick), puntada descendent (hammer kick), etc.
En kick boxing americà o japonès, aquest tipus de puntada pot ser només circular o semicircular segons el reglament.

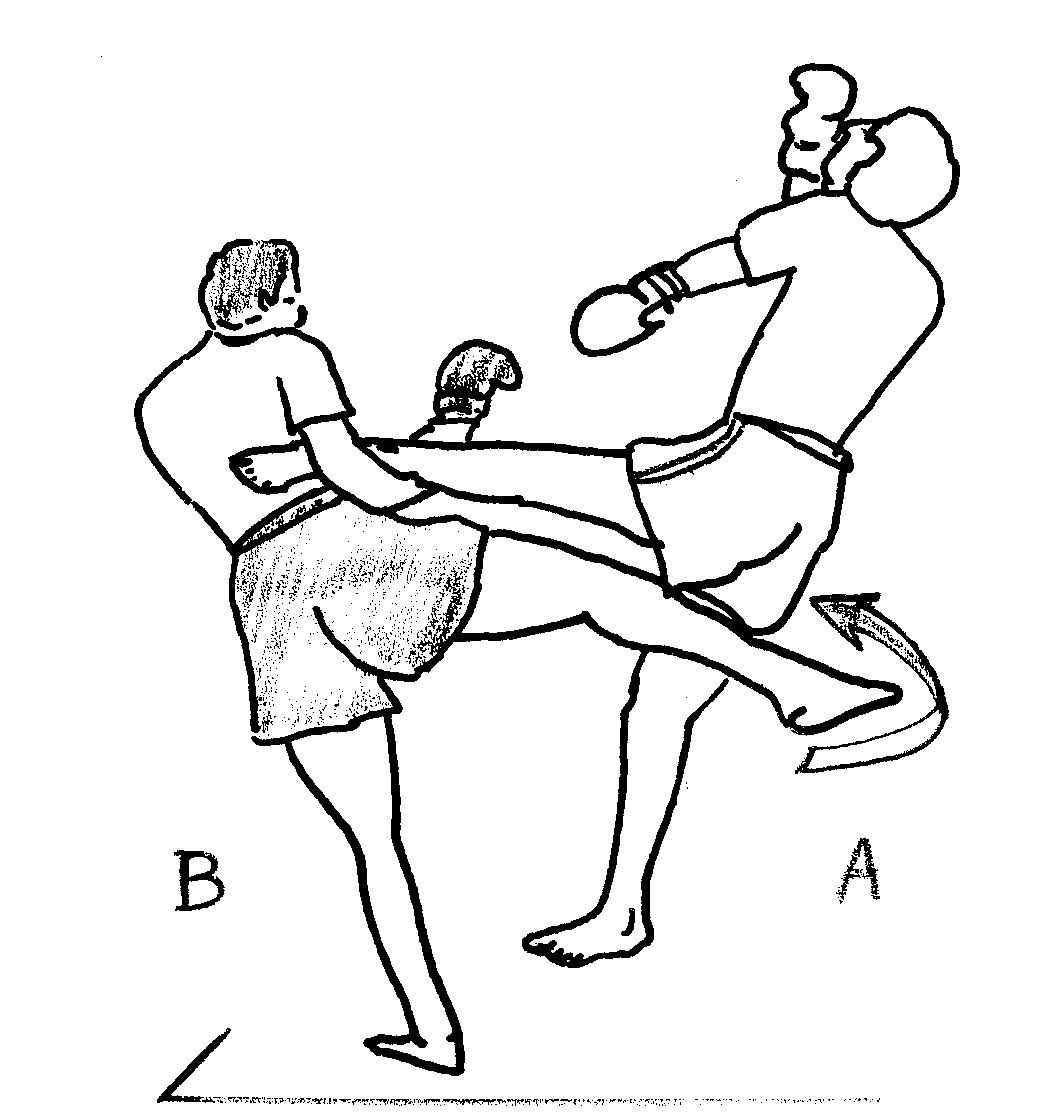
Després un asimiento de cama, resposta en circular sobre la cama de done suport
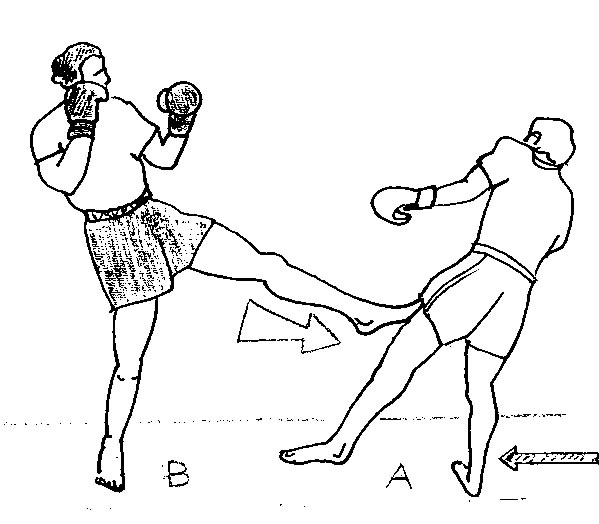
Puntada frontal ofensiva sobre la cuixa
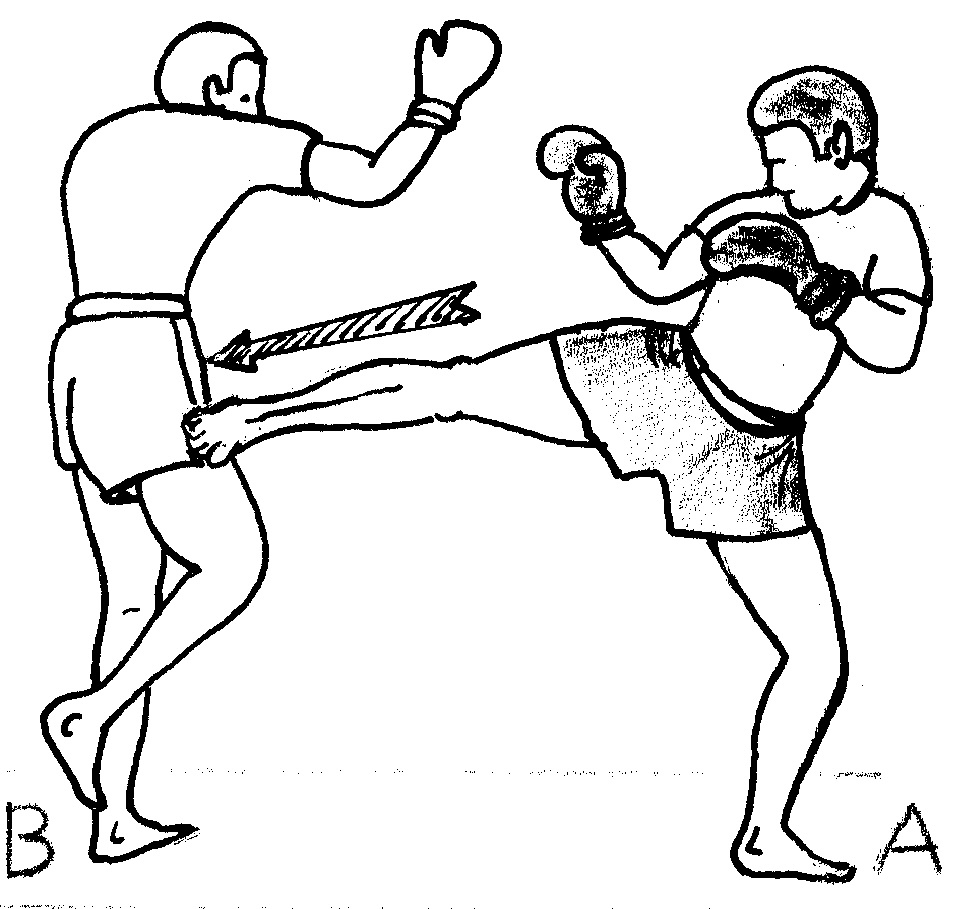
Puntada lateral en colp de desocupada